# Papamosques de Palawan
El papamosques de Palawan (Ficedula platenae) és una espècie d'ocell de la família dels muscicàpids (Muscicapidae). És endèmic de les Filipines i es troba únicament a l'illa de Palawan. El seu hàbitat natural són els boscos tropicals i subtropicals de frondoses humits de les terres baixes. Pateix la pèrdua d'hàbitat i el seu estat de conservació es considera vulnerable.